# El Terrero, Honduras
El Terrero är en ort i Honduras.   Den ligger i departementet Departamento de Francisco Morazán, i den sydvästra delen av landet, 15 km öster om huvudstaden Tegucigalpa. El Terrero ligger 1 168 meter över havet och antalet invånare är 1 087.
Terrängen runt El Terrero är huvudsakligen kuperad, men söderut är den bergig. Runt El Terrero är det ganska tätbefolkat, med 60 invånare per kvadratkilometer. Närmaste större samhälle är Tegucigalpa, 15,2 km väster om El Terrero. 